# Cemitério militar português de Richebourg
O cemitério militar português de Richebourg é um cemitério militar da Primeira Guerra Mundial, localizado no território do município de Richebourg, no departamento francês de Pas-de-Calais. É o único cemitério militar exclusivamente português em França.
O cemitério é um dos "locais funerários e memoriais da Primeira Guerra Mundial (Frente Ocidental)" que integraram, em Abril de 2014, a lista indicativa de França para futuras candidaturas a património da Organização das Nações Unidas para a Educação, a Ciência e a Cultura. O cemitério, juntamente com a fronteira Capela de Nossa Senhora de Fátima, em Lorgies, está em sétimo lugar da lista, que integra oitenta locais.

## História
Em 1916, Portugal entra na Primeira Guerra Mundial. É formado o Corpo Expedicionário Português, com 56 500 efetivos, chegando a França a 2 de Fevereiro de 1917, e logo colocado sob comando britânico. A partir de Maio de 1917, estas tropas ocupam uma área perto de Neuve-Chapelle de Saint-Venant, onde estava situado o estado maior. Embora as forças portuguesas tenham sido dispensadas a 9 de Abril de 1918, viriam a sofrer muitas perdas ao enfrentar a ofensiva alemã durante a batalha de La Lys.[ligação inativa]
A 10 de Novembro de 1928, França e Portugal inauguraram solenemente um memorial, localizado ao fundo do cemitério.

## História do cemitério
No cemitério de Richebourg reuniram-se, entre 1924 e 1938, 1 831 corpos provenientes de vários cemitérios em França: Le Touret, Ambleteuse, Brest, e Tournai, na Bélgica, assim como dos dos prisioneiros de guerra mortos na Alemanha.
Com cerca de 1 500 sepulturas já identificadas no cemitério, o cônsul português em Arras, M. Lantoine, executou melhoramentos no local, após 13 de Fevereiro de 1935, fazendo levantar uma parede para o delimitar, assim como uma porta monumental construída com materiais provenientes de Portugal. Faz igualmente sepultar neste cemitério os corpos dos soldados portugueses que morreram em combate, então espalhados por vários cemitérios franceses. Ao todo, encontram-se 1 831 corpos neste cemitério, o único existente em França.
Atualmente 238 sepulturas permanecem por identificar.
O cemitério foi visitado pelos presidentes da República Portuguesa, Jorge Sampaio, em 2004, e Marcelo Rebelo de Sousa, em Junho de 2016.
No aniversário do centenário da Batalha de La Lys (dia 9 de Abril de 1918),,o cemitério voltou a receber a visita do Presidente da República  Marcelo Rebelo de Sousa e Emmanuel Macron, bem como o primeiro-ministro, António Costa.

## Descrição do cemitério
O cemitério ocupa uma área de 1 020 m², contendo os túmulos de 1 831 combatentes portugueses da Primeira Guerra Mundial, assim como um memorial.
Foi ampliado em 1939, passando a sua área de superfície para 43 ares. O cemitério contém 500 lápides de rolamento, cada uma das armas de Portugal. Passando o portal em ferro forjado, com motivos de coração, um caminho bordejado de ciprestes leva ao memorial, e ao museu de lembranças. A vegetação é do tipo mediterrânico.

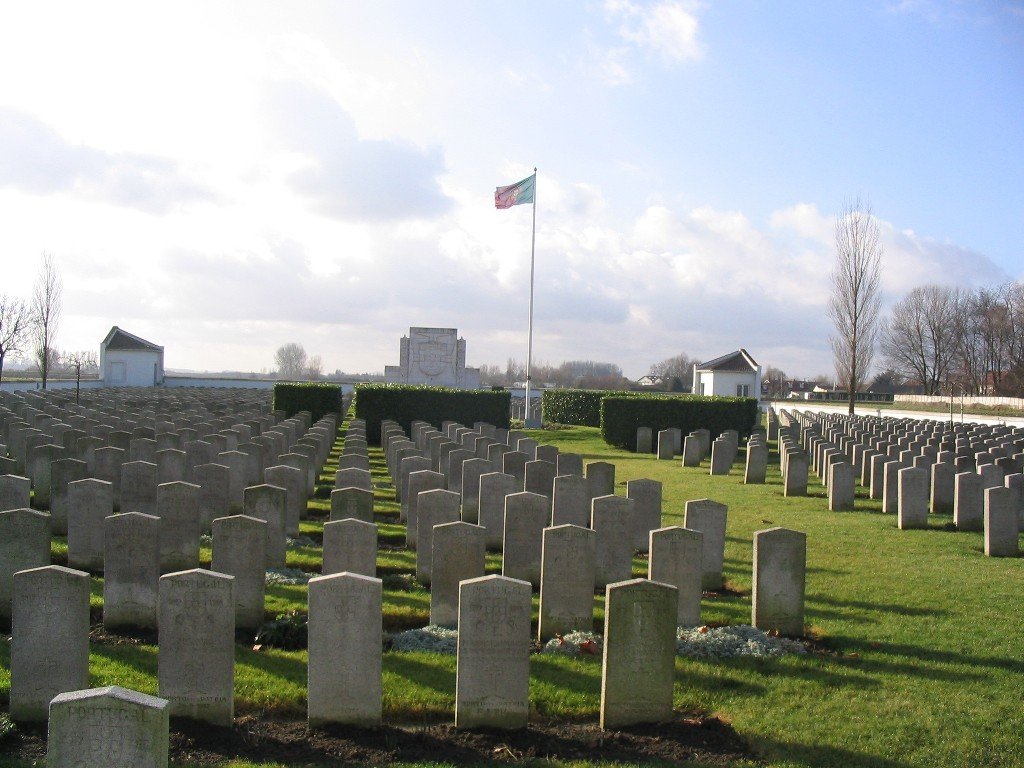
O cemitério.
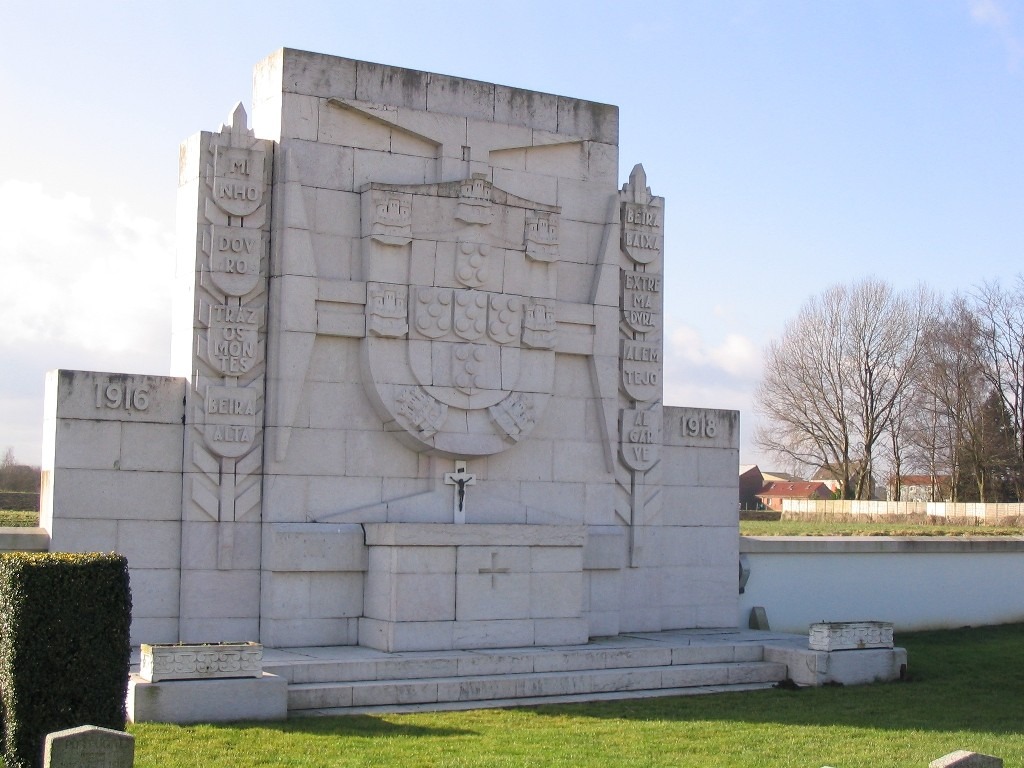
Monumento ao fundo do cemitério.
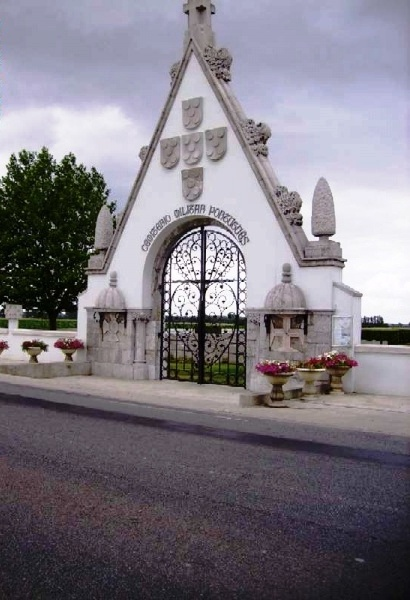
Entrada do cemitério
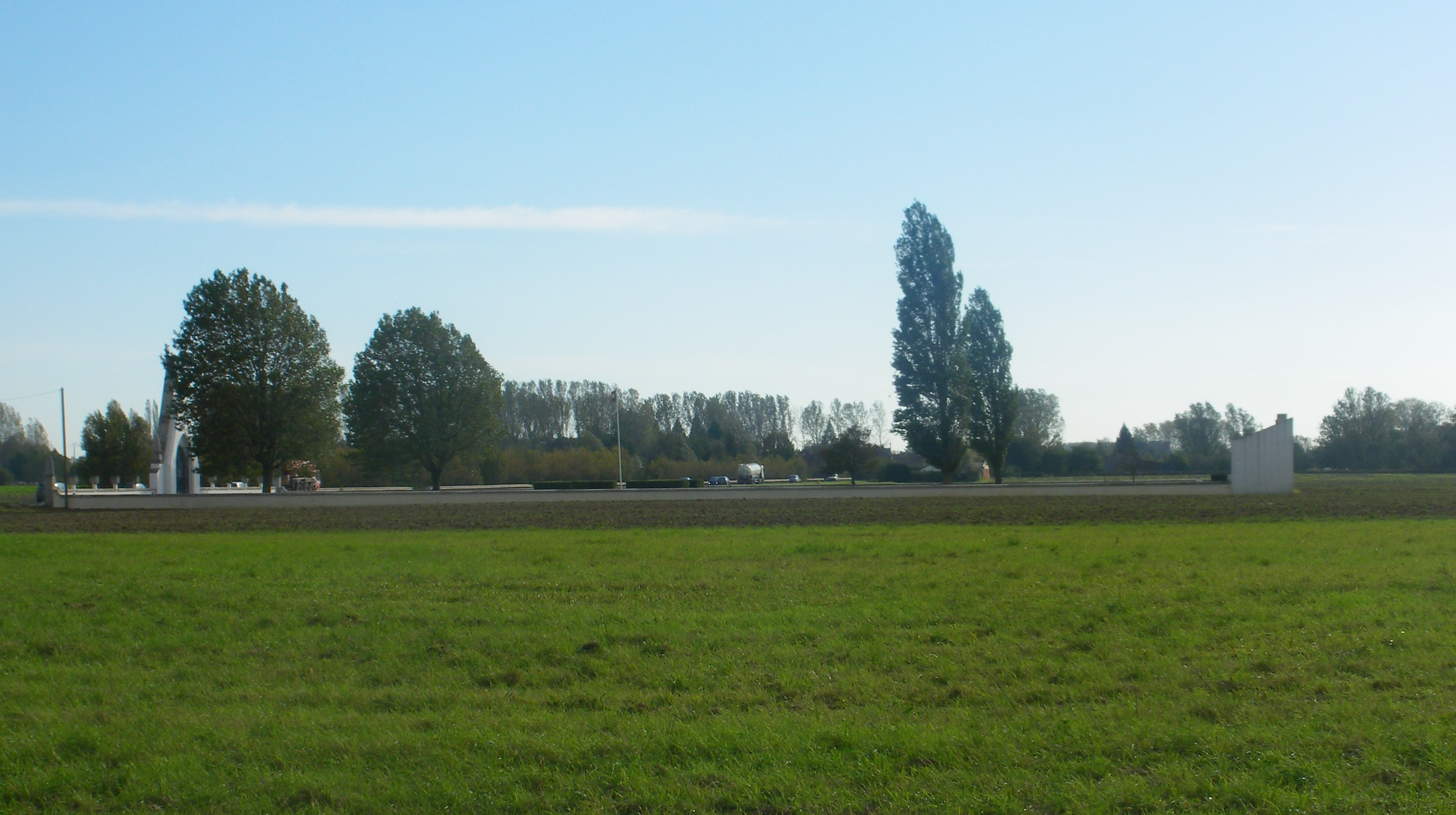
O cemitério, visto a partir do memorial de Neuve-Chapelle.

## Perto do cemitério

### Capela de Nossa Senhora de Fátima
Em frente ao cemitério foi construída em 1976, a Capela de Nossa Senhora de Fátima, para perpetuar a memória dos soldados que sofreram na ofensiva alemã de Abril de 1918.

### Monumento de La Couture

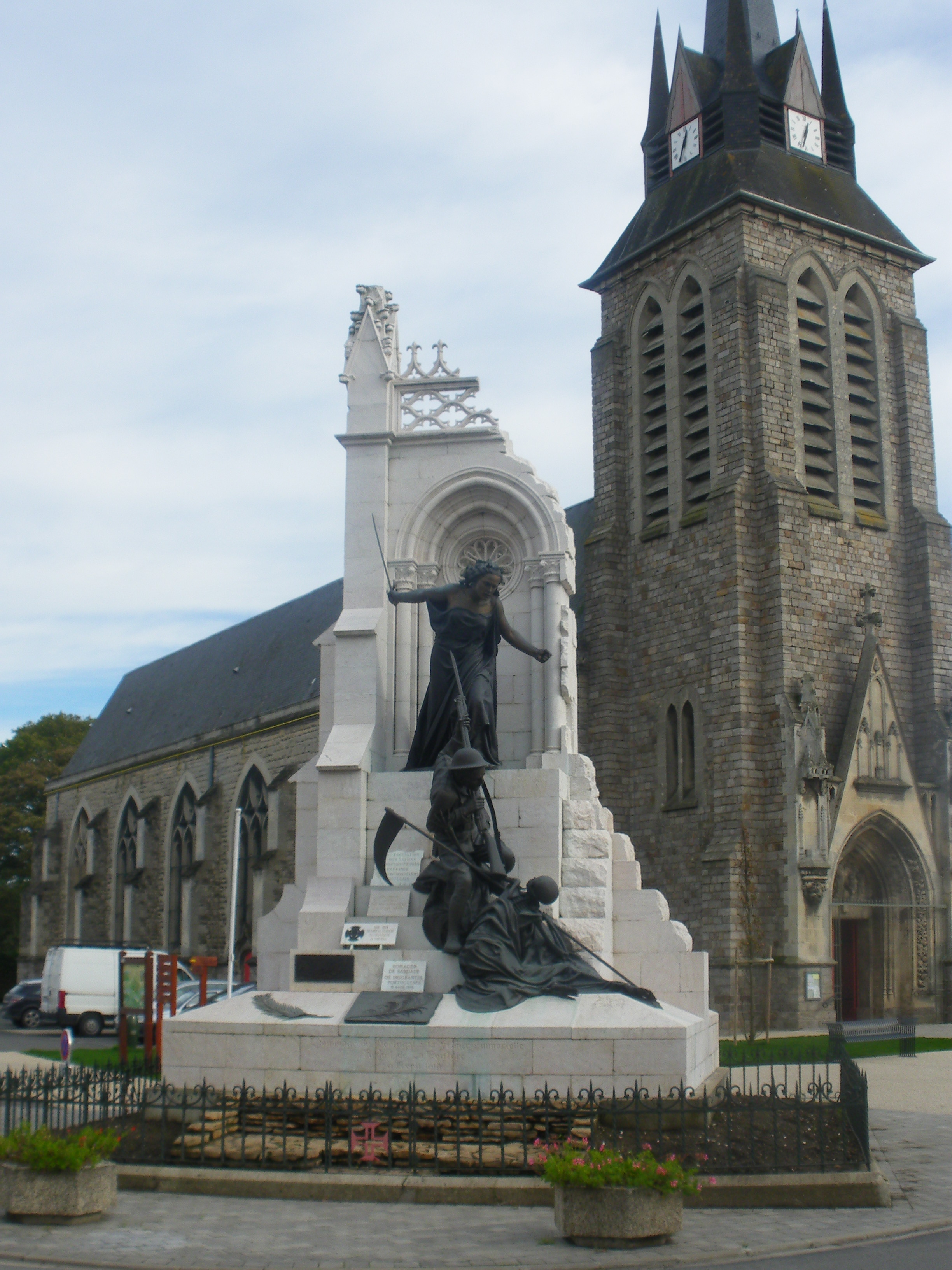
La Couture - Monumento aos soldados portugueses

Em La Couture, onde os soldados portugueses resistiram bravamente à ofensiva alemã, a Associação France-Portugal fez levantar um monumento dedicado aos soldados do Corpo Expedicionário Português.
O monumento, de pedra e bronze, obra do escultor António Teixeira Lopes, foi erguido por trabalhadores lusófonos. Numa secção de uma igreja gótica arruinada pela guerra, uma alegoria da Pátria, empunhando a espada de Nuno Álvares Pereira o Condestável de Portugal cuja vitória em Aljubarrota sobre os espanhóis, em 1385, permitiu a Portugal manter a sua independência, vem em auxílio de um soldado de infantaria português que, com golpes de cruz, está tentando vencer a Morte. A primeira pedra do monumento foi lançada a 11 de Novembro de 1923, na presença de marechal Joffre. A inauguração ocorreu a 10 de Novembro de 1928.
O Cristo das Trincheiras, com o seu calvário mutilado por obuses, recolhidos pelos soldados portugueses, foi reedificado em Neuve-Chapelle, após a guerra, e em 1958 transladado para o Mosteiro da Batalha.

### Memorial Indiano de Neuve-Chapelle
O memorial de Neuve-Chapelle está localizado a poucos metros do cemitério português.